# Lingui
Lingui (chinesisch 临桂区, Pinyin Línguì Qū; Zhuang Linzgvei Gih) ist ein Stadtbezirk der bezirksfreien Stadt Guilin in der Volksrepublik China. Er liegt im Nordosten des Autonomen Gebiets Guangxi der Zhuang-Nationalität im Südosten Chinas, hat eine Fläche von 2.246 km² und zählt 482.900 Einwohner (Stand: 2018). Verwaltungssitz ist die Großgemeinde Lingui (临桂镇), seine Postleitzahl 541100.
Der ehemalige Wohnsitz von Li Zongren (Li Zongren guju 李宗仁故居) steht seit 1996 auf der Liste der Denkmäler der Volksrepublik China (4-223).

## Administrative Gliederung
Auf Gemeindeebene setzt sich die Stadt aus fünf Großgemeinden, vier Gemeinden und zwei Nationalitätengemeinden der Yao zusammen. Diese sind:
- Lingui (临桂镇)
- Liutang (六塘镇)
- Huixian (会仙镇)
- Liangjiang (两江镇)
- Wutong (五通镇)

- Sitang (四塘乡)
- Chadong (茶洞乡)
- Zhongyong (中庸乡)
- Nanbianshan (南边山乡)

- Wantian (宛田瑶族乡)
- Huangsha (黄沙瑶族乡)